# ボルス
ボルス（Bols, Lucas Bols）は、オランダのアムステルダムに本社を置く、カクテルに使われるリキュールやスピリッツの製造をおこなう酒類製造メーカーである。デ・カイパーと共にオランダを代表するリキュールメーカーとして知られ、世界最古の歴史を持つ。

## 歴史

### 近世
古くから今日まで、オランダでは薬草や果実を酒にひたしてその効能分を抽出し、酒と共に飲むという習慣がある。1575年にアムステルダムに居住していたボルス一族の一人、ルーカス・ボルスの手により蒸留所が創業される。1664年からはジェネバ（今のジン）の製造を開始する。これが海を隔てた隣国イギリスで評判となる。さらにルーカス・ボルスは当時の大航海時代を背景に、世界各地からアムステルダムに集まってくる薬草・果実を、酒に浸してリキュールをつくり続ける。やがてそのリキュールがブルボン朝期のフランスに伝来すると、夜会などで貴婦人たちが身につける宝石など共に、その色を伴ったリキュールを飲むのが流行となり、次第にボルスのリキュールはヨーロッパ各地に浸透してゆく。

### 禁酒法時代とカクテル・ムーブメント
ボルスの名を決定的なものにしたのは、アメリカで1920年に制定された禁酒法で、酒が飲めなくなった街の酒場では、スピリッツなどにジュースなどを混ぜたカクテルが大流行する。これに伴い、ボルスのリキュールやスピリッツが隣国カナダからアメリカに運ばれ、知名度を上げることになる。
やがて第二次世界大戦により、オランダはナチス・ドイツに占領されるが、1945年に連合国軍によって解放されるとアメリカ兵により、禁酒法下で流行したカクテルがヨーロッパでも広がり始め、ボルス社の名前は不動のものとなり、今日に至っている。

### 現在
20世紀に生まれたカクテル文化と共に大きく成長を遂げた企業であり、同社のリキュールボトルはバーテンダーがショーパフォーマンスしやすいように、細長いシェイプにデザインされていることでも知られている。またその美しい見た目から、果汁の宝石とも称される。
日本では、アサヒビールが洋酒販売を手掛けるマキシアム・ジャパン（マキシアム・ワールドワイド傘下）と業務提携したことにより、2005年から同社の製品を取り扱っている。